# Баукенов, Ислям Баукенович
Ислям Баукенович Баукенов (10 октября 1915 год, аул Алабай — 10 октября 1981 год) — председатель сельхозартели «Луч Ленина» Петропавловского района Северо-Казахстанской области, Казахская ССР. Герой Социалистического Труда (1957). Депутат Верховного Совета Казахской ССР 3-го, 4-го и 5-го созывов.

## Биография
Родился в 1915 году в ауле Алабай Петропавловского уезда Акмолинской области (ныне — Есильский район Северо-Казахстанской области).
Окончил семилетнюю школу и Петропавловскую школу ФЗО, после чего работал счетоводом-кассиром в колхозе «1 мая» Мамлютского района. В 20-летнем возрасте был избран председателем колхоза «1 мая». С 1937 по 1939 год проходил срочную службу в Красной Армии. После армии продолжил председательствовать в колхозе. В июле 1941 года призван на армию. Служил на Дальнем Востоке. В марте 1942 года вступил в ВКП(б). В августе 1945 года принимал участие в сражениях против Японии в составе 78-го отдельного пулеметного батальона. В 1946 году демобилизовался и возвратился в Казахстан, где продолжил возглавлять колхоз «1 мая». Потом был председателем райплана в Петропавловском районном совете.
После объединения в 1950 году трёх колхозов «Луч Ленина», «Красный Маяк», «1 Мая» Архангельского сельского совета был избран председателем колхоза «Луч Ленина» Петропавловского района.
После реорганизации колхоз «Луч Ленина» получил 15 тысяч гектаров пахотной земли. В 1951 году были вспаханы 700 гектаров целинных земель и в 1953—1955 годах — 3795 гектаров. В 1956 году колхоз «Луч Ленина» сдал государству 350 тысяч пудов зерновых.
Указом Президиума Верховного Совета СССР от 11 января 1957 года за особо выдающиеся успехи, достигнутые в работе по освоению целинных и залежных земель, и получение высокого урожая удостоен звания Героя Социалистического Труда с вручением ордена Ленина и золотой медали «Серп и Молот».
Избирался депутатом Верховного Совета Казахской ССР 3-го, 4-го и 5-го созывов.
С 1963 года проживал в селе Пеньково, где работал управляющим отделением совхоза «Берёзовский».
Вышел на пенсию в 1975 году.
Скончался в 1981 году, похоронен на мусульманском кладбище бывшего аула Первое Мая Кызылжарского района Северо-Казахстанской области.
Сочинения
- Баукенов, И. Б., Что дала покупка техники [Текст] / И. Б. Баукенов, пред. колхоза «Луч Ленина» Герой Соц. Труда ; М-во сел. хозяйства КазССР. Упр. с.-х. науки и пропаганды. — Алма-Ата : [б. и.], 1959. — 11 с.; 20 см.

## Награды
- Орден Ленина
- Медаль «За победу над Японией»
- Медаль «За трудовую доблесть»